# Hel (divinità)

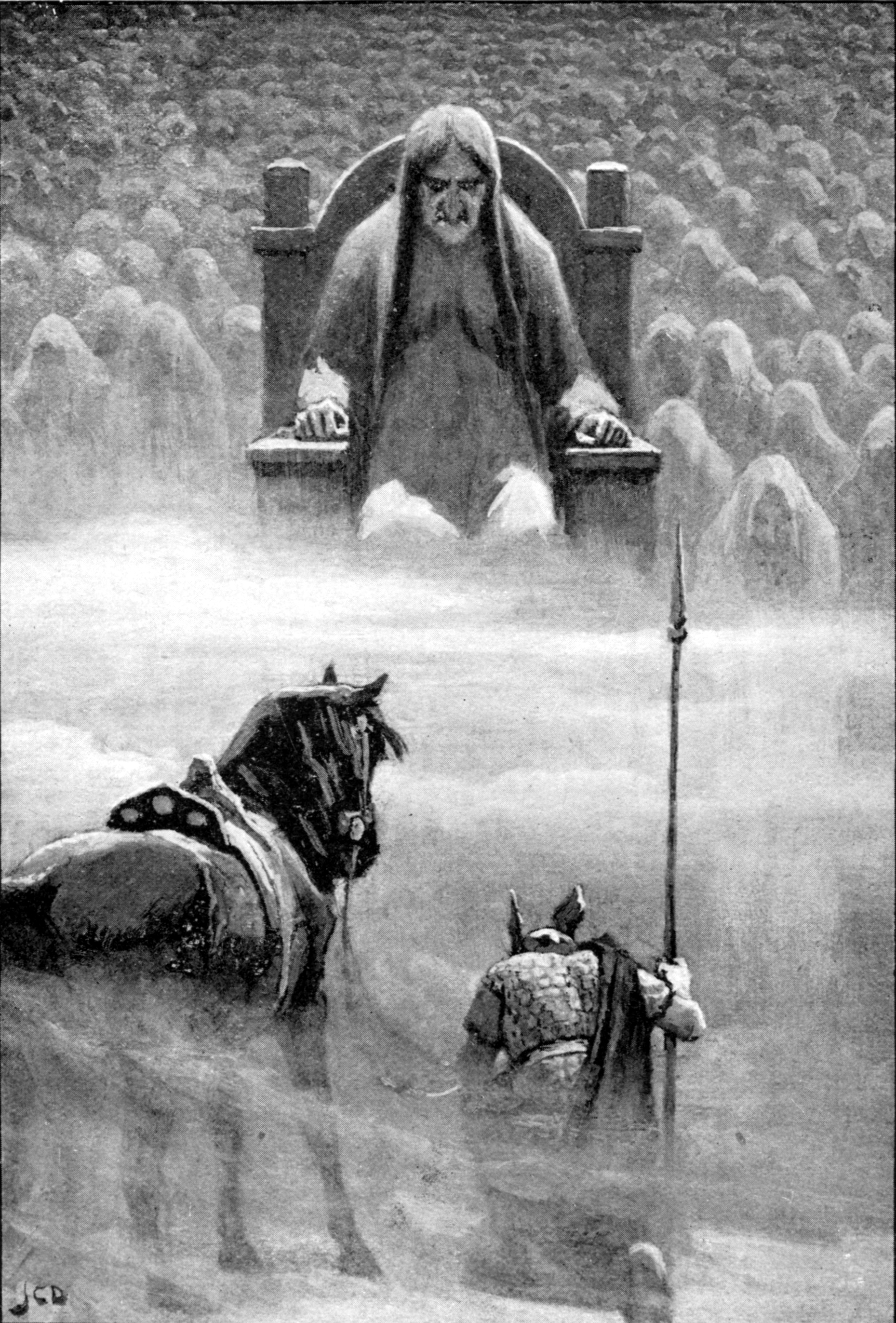
Hermóðr di fronte ad Hel

Nella mitologia norrena, Hel o Hela (tradotto a volte come Nascosto altre volte come Morte) è la dea dei morti, figlia di Loki, dio dell'inganno, e di Angrboða, una gigantessa. I suoi fratelli sono Fenrir il lupo e Jormungand il serpente marino.

## Il mito
Si narra che quando venne al mondo, la malattia colpì per la prima volta l'umanità e lei stessa portò nel mondo dei vivi il dolore e la disperazione. Quando Odino venne a conoscenza dei figli di Loki, bandì due di loro nei più remoti angoli del creato, perché facessero il minor danno possibile. Le diede inoltre potestà su tutti coloro che il Valhalla non avesse accolto e dunque divenne regina dei morti senza onore, per malattia, incidente o vecchiaia, dei traditori e dei criminali. Fu grazie a questo che riuscì ad ottenere uno sposo di sangue reale, il re svedese Dyggvi, deceduto per morte naturale.
Il regno di Hel è omonimo alla dea: è un luogo gelido al quale si accede attraverso la grande caverna Gnipahellir, custodita dal feroce segugio infernale Garmr. Superata la caverna, i defunti attraversano il fiume Gjöll sopra un ponte d'oro custodito dalla gigantessa Móðguðr. Reggia di Hel è il palazzo Éljúðnir nel quale vengono accolte le anime. In un luogo separato, detto Náströnd, le anime degli assassini e dei traditori vengono privati delle unghie allo scopo di costruire la nave Naglfar (Nave di Unghie) sulla quale i morti torneranno per combattere nel giorno del Ragnarǫk.
Hel, che ha due servitori, Ganglati (pigro), Ganglöt (sciatta), esce raramente sulla terra, ma quando lo fa porta sventura e malattia: passa per le strade e nei villaggi e la gente si ammala all'improvviso. Se spazza la strada con un rastrello vi saranno sopravvissuti, se invece ha una scopa moriranno tutti.

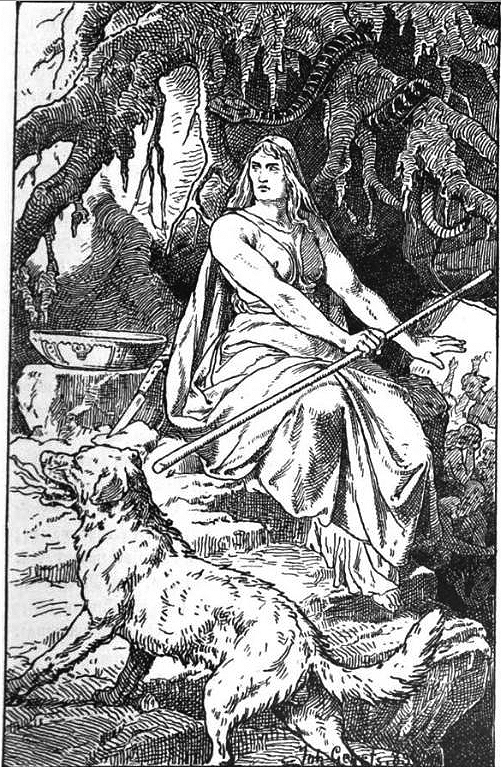
Hel. Illustrazione di Johannes Gehrts, (1889).

Hel viene descritta come una donna in qualche modo duplice: con metà viso nero o cadaverico e l'altra metà normale. Questo potrebbe rispecchiare l'iter della sua figura nella mitologia. Nei tempi più antichi, infatti, Hel fu la grande madre dea terra, che sfama gli affamati e dà loro ristoro, ma successivamente divenne molto simile ad un Plutone femminile e il suo regno divenne paragonabile all'Ade greco. Alcuni tratti della dea hanno suggerito a diversi studiosi di metterla in relazione, assimilandola con Parvati-Kālī oppure con Persefone o ancora con Ecate.
Va inoltre notato che l'iter del pantheon norreno mostra i chiari segni di una passata predominanza femminile, comune a moltissimi culti in tutto il mondo, che cede il passo al dominio della figura maschile. La figura femminile diviene figlia dell'inganno, portatrice di caos, di inarrestabile furia distruttrice e sede di una legge terribile e incomprensibile al comune senso umano. La figura maschile viene a rappresentare il razionale, la legge comprensibile, il valore in battaglia. Questo passaggio diviene molto marcato in concomitanza con l'incontro con il Cristianesimo che sostituirà, nei vari Pantheon, le dee femminili con Maria.